# Manuel Baixauli
Manuel Baixauli  (Sueca, 2 de octubre de 1963) es un escritor y pintor español.

## Biografía
Estudió Bellas Artes y se dedica profesionalmente a la enseñanza de la pintura. Su obra literaria comprende Espiral, un libro de relatos y microrrelatos, publicado en 1998 y, más tarde, en 2010, tras un proceso de reescritura de las ediciones previas, tres novelas: Verso, L'home manuscrit y La cinquena planta;  y una recopilación de artículos publicados en el suplemento Quadern de la edición de la Comunidad Valenciana del diario El País bajo el título Ningú no ens espera, ilustrados con dibujos del propio autor. Su producción literaria, aunque no muy extensa, ha recibido numerosos premios. Así, Verso recibió el Premio de Novela Ciudad de Alcira en su edición de 2001; L'home manuscrit ha sido la más premiada de las novelas, recibiendo, entre otros, el Premio Mallorca de creación literaria en 2006 y el de la Crítica de narrativa catalana de la Asociación Española de Críticos Literarios; finalmente, con La cinquena planta, recibió el Premio Joan Crexells de narrativa en 2015 y el de la Crítica de los escritores valencianos.